# Guillermo von Plocki
Guillermo Herbert von Plocki (Córdova, 1958) é um artista plástico argentino alemão.

## Biografia
Nasceu em Córdova (Argentina) em 1958 em uma família de origem alemã. Em 1981 se mudou a Munique, Alemanha. Em 1991 se formou na Akademie fürs Graphische Gewerbe, Munique, como designer e ilustrador. Em 1997 se mudou a Fortaleza (Brasil) e, três anos depois, a São Paulo.
Desde 2019 reside em Madri (Espanha).

## Docência
Foi professor de pintura e aquarela em diversas escolas e em diferentes centros de arte de Brasil. Durante mais de vinte anos deu aula em lugares como SESC, Casa do Artista e Casa Mário de Andrade. Desde 2018, leciona em Alemanha, na Freie Kunst Akademie Augsburg, em Augsburgo.

## Carreira
A obra de von Plocki se caracteriza por uma contínua luta entre estilos e técnicas pictóricas. O crítico Oscar D’Ambrosio escreveu sobre sua obra: 
"Guillermo Von Plocki atinge densidade em seu trabalho por progressivamente impor a si mesmo a prática criativa. Isso significa não se acomodar jamais e estar sempre alerta para aquilo que a técnica propicia em termos de recursos cada vez mais aprimorados que sirvam de canais para seus desejos de expressão.".
Em 2006, fez uma exposição no Espaço Cultural Banco Central (São Paulo, Brasil).
Participou, também em 2006, da exposição do 11º Salão Paulista de Arte Contemporânea.
Em 2007, expôs no Centro Cultural Recoleta (Buenos Aires, Argentina), na Faculdade Santa Marcelina de São Paulo e foi jurado no 3º Prêmio Espaço Cultural Banco Central de Arte.
No ano seguinte, participou no XXIII Festival de Arte da Cidade de Porto Alegre. Participou em 2012 e 2013 da mostra coletiva de artistas na oficina de gravura do Sesc Pompeia. Expôs em 2013 na Solange Viana Galeria de arte e fotografia de São Paulo. A própria curadora da exposição afirmou ¨alguns consideram a obra de Guillermo von Plocki um pouco melancólica, mas para mim é o inverso, são cores que vibram e transmitem uma calma impactante.¨.
Em 2016, o Instituto Cervantes em São Paulo organizou uma exposição antológica sobre a sua obra, chamada Sem retorno, que reunia trabalhos dos último 9 anos.
O crítico Jorge Almeida comentou que as pinturas de Plocki "problematizam inquietudes da vida moderna, como o egocentrismo, a fragmentação social e a estrago na natureza provocada pelo homem.

## Prêmios
·               2006, ganhou o Prêmio Governador Mário Covas do 11º Salão Paulista de Arte Contemporâneo
·               2015, obteve o primeiro prêmio em Destaques Latinoamericanos de São Paulo, na área de arte.
·               2019, recebeu a menção honrosa na categoria aquarela no prêmio dos membros do Círculo de Bellas Artes de Madrid.